# Роберти, Франческо
Франческо Роберти (итал. Francesco Roberti; 7 июля 1889, Пергола, королевство Италия — 16 июля 1977, Рим, Италия) — итальянский куриальный кардинал. Заместитель Секретаря Священной Конгрегации семинарий и университетов с 24 апреля 1931 по 5 июня 1936. Секретарь Священной Конгрегации Собора с 9 марта 1946 по 15 декабря 1958. Префект Верховного Трибунала Апостольской Сигнатуры с 14 ноября 1959 по 24 марта 1969. Титулярный архиепископ Колумнаты с 5 по 19 апреля 1962. Кардинал-дьякон с 15 декабря 1958, с титулярной диаконией Санта-Мария-ин-Козмедин с 18 декабря 1958 по 26 июня 1967. Кардинал-священник с титулом церкви Санти-XII-Апостоли с 26 июня 1967. 

## Источник
- Информация  (англ.)